# Busche (Hückeswagen)

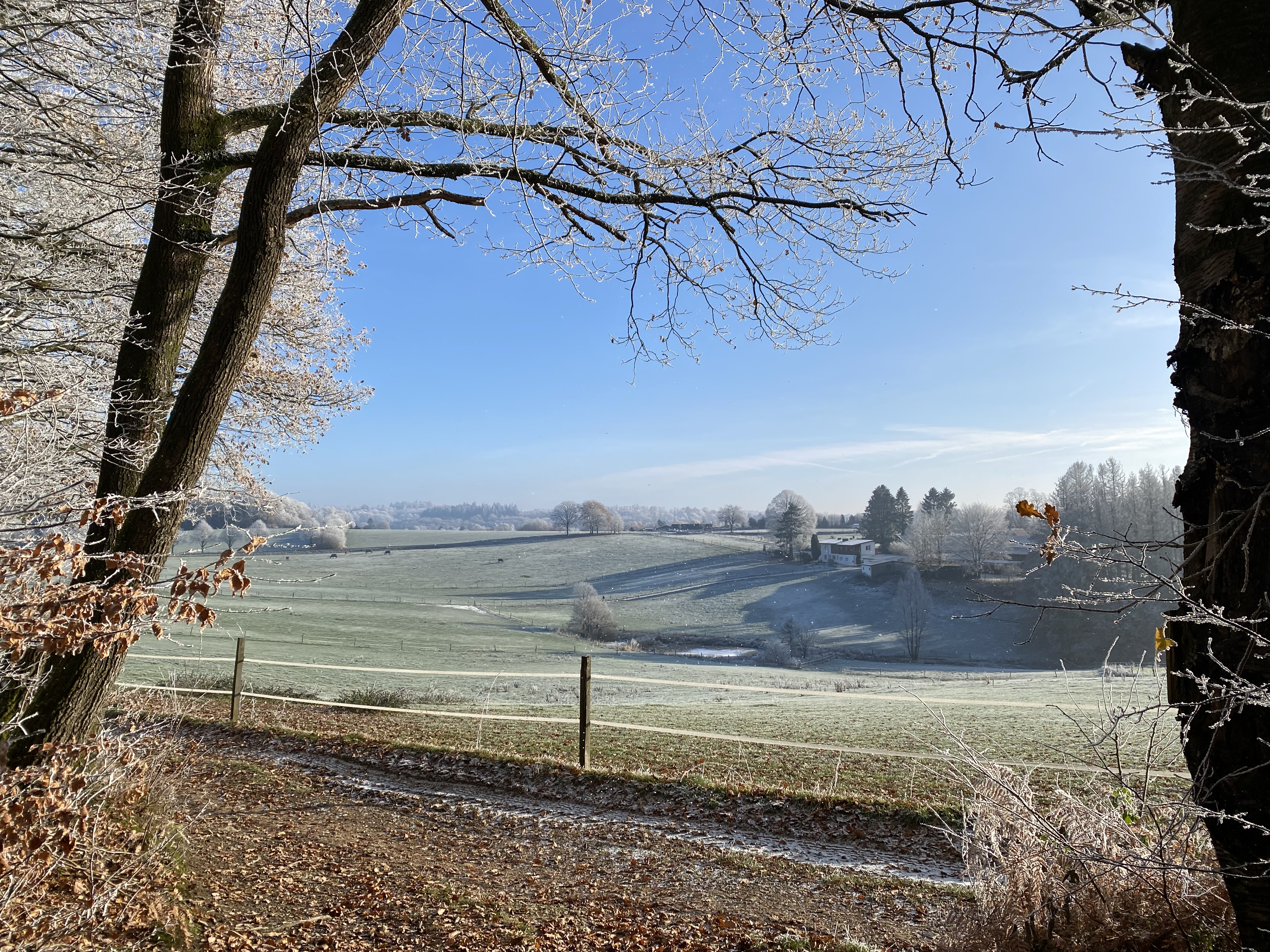
Busche mit Quellgebiet des Kleinberghauser Baches (Blick vom Wanderweg A4)

Busche ist eine Hofschaft in Hückeswagen im Oberbergischen Kreis im Regierungsbezirk Köln in Nordrhein-Westfalen (Deutschland).

## Lage und Beschreibung
Busche liegt im östlichen Hückeswagen nahe der Bevertalsperre. Nachbarorte sind Großberghausen, Kleinberghausen, Schmitzberg, Käfernberg, Wefelsen und Mickenhagen. Busche liegt an der Kreisstraße K12 zwischen Mickenhagen und Großberghausen. Nördlich der Hofschaft liegt die Quelle des Kleinberghauser Baches, der in die Wupper entwässert. In Busche befindet sich ein Reitstall.

## Geschichte
1483 wurde der Ort das erste Mal urkundlich in einer Spendenliste für den Marienaltar der Hückeswagener Kirche erwähnt. Schreibweise der Erstnennung: zom Busche. In der Karte Topographia Ducatus Montani aus dem Jahre 1715 ist der Hof als Busch eingezeichnet.
Im 18. Jahrhundert gehörte der Ort zum bergischen Amt Bornefeld-Hückeswagen. 1815/16 lebten 26 Einwohner im Ort. 1832 gehörte Busche der Berghauser Honschaft an, die ein Teil der Hückeswagener Außenbürgerschaft innerhalb der Bürgermeisterei Hückeswagen war. Der laut der Statistik und Topographie des Regierungsbezirks Düsseldorf als Weiler kategorisierte Ort besaß zu dieser Zeit zwei Wohnhäuser und vier landwirtschaftliche Gebäude. Zu dieser Zeit lebten 26 Einwohner im Ort, zwei katholischen und 24 evangelischen Glaubens.
Im Gemeindelexikon für die Provinz Rheinland werden für 1885 ein Wohnhaus mit fünf Einwohnern angegeben. Der Ort gehörte zu dieser Zeit zur Landgemeinde Neuhückeswagen innerhalb des Kreises Lennep. 1895 besitzt der Ort ein Wohnhaus mit vier Einwohnern, 1905 ein Wohnhaus und vier Einwohner.

## Wander- und Radwege
Folgende Wanderwege führen an dem Ort vorbei:
- Die SGV-Hauptwanderstrecke X28 (Graf-Engelbert-Weg) von Hattingen nach Schladern/Sieg
- Der Hückeswagener Rundweg ◯
- Der Ortswanderweg □ von der Wermelskirchener Knochenmühle zur Bevertalsperre
- Der Ortsrundwanderweg A3 (Zentrum – Busche – Mickenhagen – Neuenherweg – Wüste – Zentrum)
- Der Ortsrundweg A4 tangiert Busche nördlich (Zentrum – Aue – Bevertalsperre-Westufer – Hartkopsbever – Zentrum)